# Chorthippus taiyuanensis
Chorthippus taiyuanensis är en insektsart som beskrevs av Ma, E.-b., Y. Guo och Z. Zheng 1995. Chorthippus taiyuanensis ingår i släktet Chorthippus och familjen gräshoppor. Inga underarter finns listade i Catalogue of Life.